# Rehbraucksiepen
Der Rehbraucksiepen ist ein knapp einen halben Kilometer langer Bach  im Märkischen Oberland, der im nordrhein-westfälischen Märkischen Kreis auf dem Gebiet der Kleinstadt Halver verläuft und er ist ein  südöstlicher und orografisch linker Zufluss des Rehbrauckbachs.

## Geographie

### Verlauf
Der Rehbraucksiepen entspringt rund 300 m südwestlich des Halverer Ortsteils Sundern auf einer Höhe von etwa 414,6 m ü. NHN in einer Feuchtwiese am Rande eines Nadelwäldchen. Er fließt zunächst in westlicher Richtung, unterquert dann einen Feldweg und wird danach auf seiner linken Seite von einem weiteren Quellast verstärkt.
Der vereinigte Bach fließt in nordwestlicher Richtung durch den Wald, unterquert noch einen weiteren Feldweg und mündet schließlich bei den Rehbrauckwiesen auf einer Höhe von circa 380 m ü. NHN gut 600 m nördlich der Hofschaft Edelkirchen von links in den aus dem Nordosten heranziehenden Rehbrauckbach.
Der etwa 0,4 km lange Lauf des Rehbraucksiepen endet ungefähr 34,6 Höhenmeter unterhalb seiner Quelle, er hat somit ein mittleres Sohlgefälle von etwa 87 ‰.

### Einzugsgebiet
Das Einzugsgebiet des Rehbraucksiepen liegt im Märkischen Oberland  und wird durch ihn über den Rehbrauckbach, die  Ennepe, die Volme, die Ruhr und den Rhein zur Nordsee entwässert.
Das Einzugsgebiet ist im Nordosten bewaldet und im Südwesten überwiegen Grün- und Ackerland.